# Чева, Франческо Адриано
Франческо Адриано Чева (итал. Francesco Adriano Ceva; 1580, Мондови, Савойское герцогство — 12 октября 1655, Рим, Папская область) — итальянский куриальный кардинал. Секретарь мемориальных дат с 27 декабря 1624 по 1 января 1632. Магистр Папской Палаты с 30 августа 1627 по 1 января 1635. Кардинал-священник с 13 июля 1643, с титулом церкви Санта-Приска с 31 августа 1643 по 12 октября 1655.